# Xã Nore, Quận Itasca, Minnesota
Xã Nore (tiếng Anh: Nore Township) là một xã thuộc quận Itasca, tiểu bang Minnesota, Hoa Kỳ. Năm 2010, dân số của xã này là 57 người.